# 우크라이나 그리스 가톨릭교회

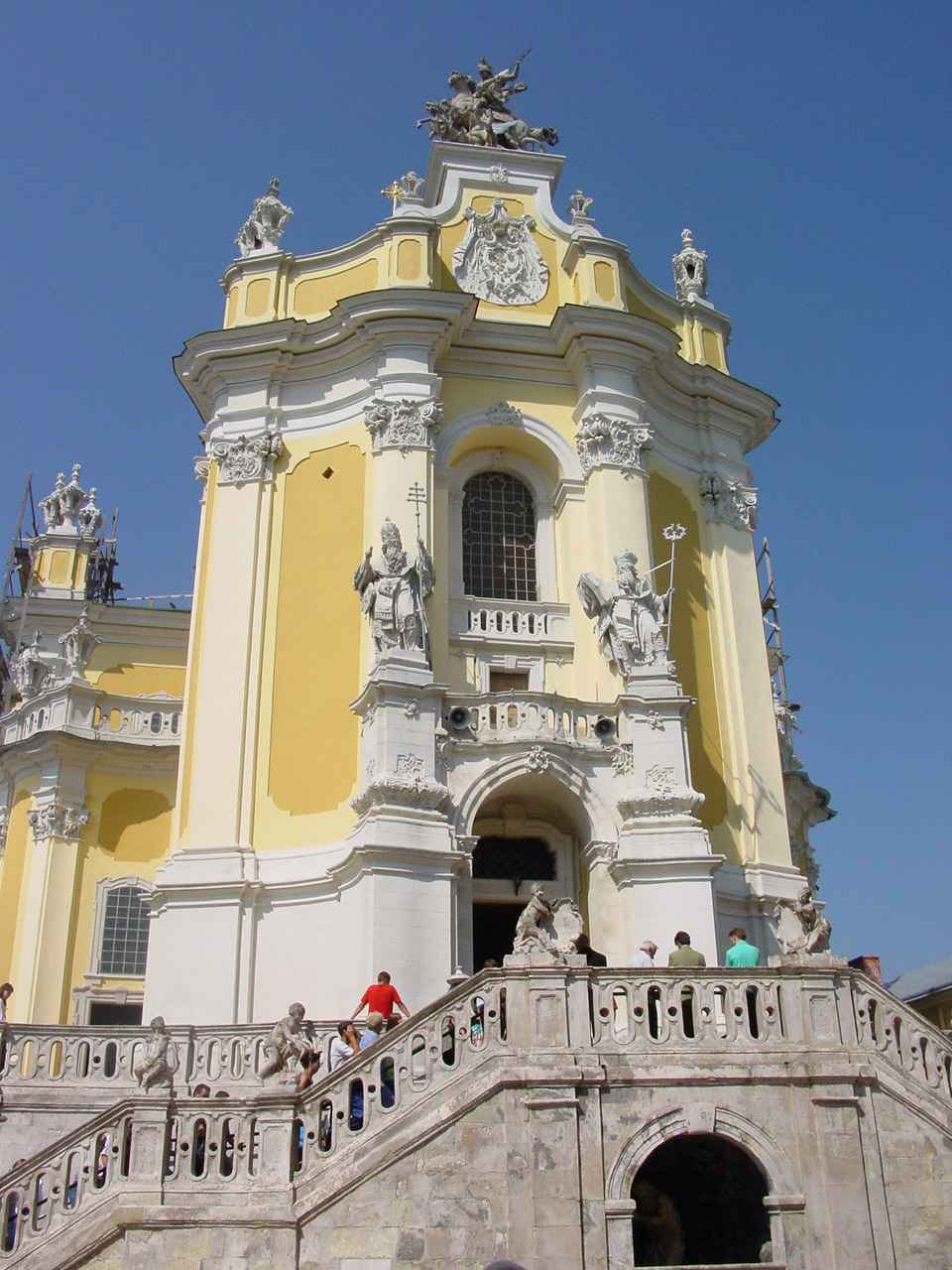

우크라이나 그리스 가톨릭교회(UGCC)(우크라이나어: Українська греко-католицька церква, УГКЦ, Ukrains'ka hreko-katolyts'ka tserkva)는 교황 성좌와 완전한 일치를 이루고 있으며 자치권이 있는(라틴어: sui iuris) 개별 교회(particular Churches) 동방 가톨릭교회 중에서 가장 큰 교회이다. 우크라이나 가톨릭교회, 귀일(歸一，Uniate)교회라고도 한다.
리비우를 중심으로 한 우크라이나 서부에서 세력이 강하며, 동부에서 주로 믿는 우크라이나 정교회 (모스크바 총대주교청), 중부에서 주로 믿는 우크라이나 정교회에 이어 우크라이나에서 세 번째로 교세가 큰 기독교 교파이다.

## 특성
라틴 전례의 "로마" 가톨릭 교회와는 구별되게, 전례는 동방 정교회와 같은 형식이다. 또한 성직자의 결혼에 대해 관대하다.

## 역사
폴란드-리투아니아 연방 통치하에서 1596년 '브레스트 연합'에 의해서 정교회로부터 분리되었다. 그러나 정교회를 믿는 러시아 제국이 폴란드 분할을 계기로 폴란드-리투아니아 연방의 영토를 잠식하면서 우크라이나의 로마 가톨릭교회 공동체는 오스트리아-헝가리 제국의 지배를 받았던 갈리치아 지방을 중심으로 분포하게 되었다.
제2차 세계 대전 이후에 소비에트 연방이 갈리치아 지방을 통치하게 되면서 1991년까지 금지되었고, 교회의 재산은 러시아 정교회에 넘어갔다.

## 같이 보기
- 우크라이나 정교회
- 우크라이나 정교회 (모스크바 총대주교청)